# Кярдла (кратер)
Кярдла (также Кярдла астроблема) — метеоритный кратер, расположенный недалеко от города Кярдла на острове Хийумаа в Эстонии.
Кратер представляет собой воронку 4 км (2,5 мили) в диаметре, а его возраст оценивается примерно в 455 миллионов лет (поздний ордовик). Кратер не виден с поверхности.
Его образование было связано с разрушением и последующим падением 100-километрового астероида, который мог также привести к образованию кратеров Тварен и Локни в Швеции.